# Louis Viellard
Pour les articles homonymes, voir Viellard.
Louis Juvenal Armand Viellard, né le 7 juillet 1879 à Morvillars (Territoire de Belfort) et mort le 3 avril 1956 à Neuilly-sur-Seine (Hauts-de-Seine), est un industriel et un homme politique français.

## Biographie
Louis Viellard fait ses études dans une école supérieure de commerce et entre dans l'industrie métallurgique où il devient maître de forge. Très tôt attiré par la politique il est élu, le 3 novembre 1906, à l'âge de vingt-sept ans, maire de Morvillars. 
Élu député du Territoire-de-Belfort en 1914, il siège jusqu'en 1919 chez les non-inscrits. À la Chambre des députés il fait partie du groupe des non-inscrits et est membre des commissions du travail, du commerce et de l'industrie, des régions libérées. Il dépose diverses propositions de loi tendant à assurer aux héritiers présents le droit de se faire envoyer en possession de l'héritage d'un militaire décédé, concernant le capital-actions des sociétés anonymes et en commandite, tendant à la suppression des sous-préfets.
Il dépose également une proposition de résolution tendant à dispenser, sous certaines conditions, les étudiants munis de la première partie du baccalauréat de la deuxième partie de cet examen pour l'accession au grade de licencié en droit ou de docteur en médecine.
Il intervient dans la discussion du projet de loi portant approbation du traité de paix conclu à Versailles le 28 juin 1919, du projet de loi tendant à rendre applicable au territoire de Belfort la loi du 12 juillet 1919 relative à l'élection des députés.
Le passage de Louis Viellard au Palais Bourbon comme représentant du territoire de Belfort est de très brève durée, puisqu'il est mobilisé pendant la guerre. Lieutenant, il accomplit des missions difficiles. Il est cité le 26 septembre 1917 et sa conduite aux armées lui vaut la croix de chevalier de la Légion d'honneur et la Croix de guerre.
Le 28 novembre 1926, il est élu conseiller général du canton de Delle. Il deviendra plus tard vice-président du Conseil général du territoire de Belfort.
Louis Viellard se présente comme candidat d'union nationale et républicaine à l'élection sénatoriale du 9 janvier 1927. Il est élu par 96 voix contre 91 à Laurent Thiery, sénateur sortant. En 1932, il est l'un des trois sénateurs impliqués dans l'affaire de la Banque commerciale de Bâle. Il est réélu le 20 octobre 1935 par 104 voix contre 73 à Klopfenstein, sur 201 votants.
Ce catholique engagé devient président des Scouts de France en 1932 qu'il avait soutenu dès leurs débuts en 1920. Simultanément membre de la commission des douanes et de la commission de l'hygiène et de la prévoyance sociale, l'expérience acquise par Louis Viellard dans les milieux industriels en fait au Sénat un orateur écouté dont les interventions sur divers projets douaniers sont toujours accueillies avec faveur.
Parallèlement à son activité au Palais du Luxembourg, Louis Viellard s'efforce, sur le plan local, de faciliter l'organisation agricole du territoire de Belfort. Création de syndicats agricoles, d'une bourse agricole, réorganisation de la chambre d'agriculture, sélection de semences, ses initiatives sont nombreuses et fécondes.
Le 10 juillet 1940, il vote les pouvoirs constituants au maréchal Pétain. Il se retire ensuite de la vie politique. En 1945, le jury d'honneur le relève de son inéligibilité. Il meurt le 3 avril 1956 à Neuilly-sur-Seine à l'âge de 76 ans.

## Distinctions
- Chevalier de la Légion d'honneur
- Croix de guerre 1914–1918
- Médaille de la Reconnaissance française.

## Sources
- « Louis Viellard », dans le Dictionnaire des parlementaires français (1889-1940), sous la direction de Jean Jolly, PUF, 1960 [détail de l’édition]